# Лісовець Володимир Володимирович
Володимир Володимирович Лісовець (нар. 30 травня, 2004) — український плавець, чемпіон та призер юніорського чемпіонату Європи.

## Результати
| Рік  | Змагання                         | Місце проведення    | 50 м брасом | 50 м брасом | 100 м брасом | 100 м брасом | 200 м брасом | 200 м брасом | 4x50 м комплексом | 4x50 м комплексом | 4x100 м комплексом | 4x100 м комплексом |
| Рік  | Змагання                         | Місце проведення    | Час         | Місце       | Час          | Місце        | Час          | Місце        | Час               | Місце             | Час                | Місце              |
| ---- | -------------------------------- | ------------------- | ----------- | ----------- | ------------ | ------------ | ------------ | ------------ | ----------------- | ----------------- | ------------------ | ------------------ |
| 2021 | Чемпіонат Європи                 | Будапешт, Угорщина  | 28.25       | 36          | 1:01.96      | 46           | 2:18.77      | 42           | Н/Д               | Н/Д               | Н/Д                | Н/Д                |
| 2021 | Чемпіонат Європи серед юніорів   | Рим, Італія         | 27.94       | 3           | 1:00.28      | 1            | Н/Д          | Н/Д          | Н/Д               | Н/Д               | 3:39.43 (1:00.55)  | 3                  |
| 2021 | Чемпіонат світу на короткій воді | Абу-Дабі, ОАЕ       | Н/Д         | Н/Д         | 59.25        | 27           | Н/Д          | Н/Д          | Н/Д               | Н/Д               | Н/Д                | Н/Д                |
| 2022 | Чемпіонат світу                  | Будапешт, Угорщина  | Н/Д         | Н/Д         | 1:02.23      | 33           | Н/Д          | Н/Д          | Н/Д               | Н/Д               | Н/Д                | Н/Д                |
| 2022 | Чемпіонат Європи серед юніорів   | Бухарест, Румунія   | 27.62       | 1           | 1:00.96      | 1            | 2:21.76      | 16           | Н/Д               | Н/Д               | 3:38.02 (59.77)    | 2                  |
| 2022 | Чемпіонат Європи                 | Рим, Італія         | 27.59       | 7           | 1:01.21      | 14           | Н/Д          | Н/Д          | Н/Д               | Н/Д               | 3:34.66 NR (59.40) | 6                  |
| 2022 | Чемпіонат світу на короткій воді | Мельбурн, Австралія | 27.04       | 26          | 59.55        | 35           | Н/Д          | Н/Д          | 1:34.35 (26.44)   | 9                 | 3:37.84 (54.47)    | 16                 |
| 2024 | Чемпіонат Європи                 | Белград, Сербія     | DSQ         | 8           | 1:00.74      | 10           |              |              |                   |                   | 3:33.50 NR (58.96) | 3                  |
| 2024 | Чемпіонат світу на короткій воді | Будапешт, Угорщина  | 26.39       | 25          | 58.13        | 28           |              |              |                   |                   |                    |                    |
| 2025 | Чемпіонат світу                  | Сінгапур            | 27.22       | 17          | 1:00.81      | 24           |              |              |                   |                   |                    |                    |